# April Matson
April Matson (Lake Elsinore, 13 marzo 1981) è un'attrice e cantante statunitense, principalmente nota per il ruolo di Lori Trager nella serie televisiva Kyle XY.

## Biografia
Cresciuta a Lake Elsinore, California, April Matson inizia ad interessarsi alla recitazione a tredici anni, dopo aver visto una rappresentazione di West Side Story al teatro del liceo locale. Dopo aver partecipato ad alcune produzioni teatrali del suo liceo, decide di diventare un'attrice. Ha frequentato il college American Academy of Dramatic Arts di Los Angeles. Ha preso parte anche ad alcune produzioni teatrali, come la commedia White People's Christmas al Second City Teatre di Los Angeles. Ha una sorella.

## Filmografia

### Cinema
- Black Russian, regia di Danny Naten (2009)
- The Latin & The Gringo, regia di Sridhar Ranganath (2010)
- Vile, regia di Taylor Sheridan (2011)

### Televisione
- Give Me Five (Quintuplets) - serie TV, 22 episodi (2004-2005)
- Forsaken, regia di Nasim Saleh - cortometraggio (2005)
- Gods Little Monster, regia di Alex D'Lerma - cortometraggio (2006)
- Kyle XY - serie TV, 43 episodi (2006-2009)
- NCIS - Unità anticrimine (NCIS: Naval Criminal Investigative Service) - serie TV, episodio 4x09 (2007)
- Psych - serie TV, episodio 5x11 (2010)

## Discografia
- 2007 – Will You Remember Me (Lori's Song) – singolo
- 2007 – Right In Front Of Me – singolo
- 2008 – Pieces of My Heart

I due singoli sono stati raccolti nell'album Kyle XY Soundtrack.

## Doppiatrici italiane
Nelle versioni in italiano delle opere in cui ha recitato, April Matson è stata doppiata da:
- Letizia Ciampa in Give Me Five, Psych
- Alessia Amendola in Kyle XY
- Micaela Incitti in NCIS - Unità anticrimine